# Vasilică Daniel Harpa
Vasilică Daniel Harpa (n. 16 aprilie 1973, Timișești, România) este un politician român, membru al Partidului Social Democrat (PSD), care a fost ales președinte al Consiliului Județean Neamț în 2024. Anterior, a deținut funcția de primar al orașului Târgu Neamț din 2012 până în 2024.
Harpa a absolvit Liceul de Aviație și, ulterior, Facultatea de Drept la Iași în 2001, activând ca ofițer de poliție înainte de a intra în politică. Din 5 mai 2023 este președintele organizației județene PSD Neamț.